# Rheinlust (Bonn)
Die Rheinlust war ein um 1874 erbautes Ausflugslokal im Bonner Ortsteil Gronau, das für den Museumsneubau des Hauses der Geschichte der Bundesrepublik Deutschland abgerissen wurde. Es befand sich an der Ecke Coblenzer Straße (heute Willy-Brandt-Allee)/Rheinweg mit der Adresse Coblenzer Straße (später Adenauerallee) 260.

## Geschichte
Die Gaststätte war bekannt für ihren langgestreckten, am Rheinweg – parallelen – Biergarten. Die Lage war ziemlich genau in der Mitte zwischen Venusberg und Rheinufer bzw. zwischen der Rosenburg und der Stadthalle in der Gronau nahe bei dem zur selben Zeit errichteten Bismarckturm am Rhein – alles beliebte Ausflugsziele und nun gut erreichbar durch die neue elektrische Straßenbahn von Bonn nach Mehlem mit der Haltestelle Rheinlust. Von der leicht erhöhten Restaurationsterrasse bot sich zunächst ein – seit 1912 nicht mehr gegebener – freier Blick über das unbebaute Tulpenfeld und die Rheinauenwiesen, weiter über Plittersdorf bis zum Siebengebirgspanorama.
Ende der 1930er-Jahre, als das Deutsche Reich das 200 m entfernte Palais Schaumburg erworben hatte, das dann die Stabsoffiziere der Heeresgruppe West beherbergte, fungierte die Küche der Rheinlust als Offizierskasino. Bis zum Ende des Zweiten Weltkriegs gab es – auch ohne Lebensmittelkarten – für Partei- und Militärangehörige die volle Speisekarte.
Nachdem Bonn 1949 zur Bundeshauptstadt ernannt worden war und die Pädagogische Akademie zum Bundeshaus umgebaut wurde, wurde die Rheinlust von einer großen Zahl kartenspielender, diskutierender und trinkender Abgeordneter und Journalisten besucht, die dieses Haus als die dem Parlament nächstliegende Kneipe auserwählt hatten. Außer der Rheinlust lagen nur noch das Bundeshausrestaurant und das Café Kleinmann innerhalb der Bannmeile.
In den 1960er- und 1970er-Jahren war die Rheinlust der konspirative, dann wohlbekannte Treffpunkt konservativ-sozialdemokratischer Kanalarbeiter. Dort verkehrten unter anderem auch Helmut Schmidt, Hans-Jürgen Wischnewski und Egon Bahr.
Das Traditionshaus „Rheinlust“ wurde Mitte der 1980er-Jahre niedergelegt, da auf dem Areal das Haus der Geschichte als Teil des Museumsviertels (heute Museumsmeile) der damaligen Bundeshauptstadt Bonn errichtet werden sollte. Der langjährige Kanalarbeiter-Stammtisch zog nun gänzlich in den Kessenicher Hof (Mechenstraße 55), der bereits seit mehreren Jahren alternativ genutzt worden war.